# 洗衣街

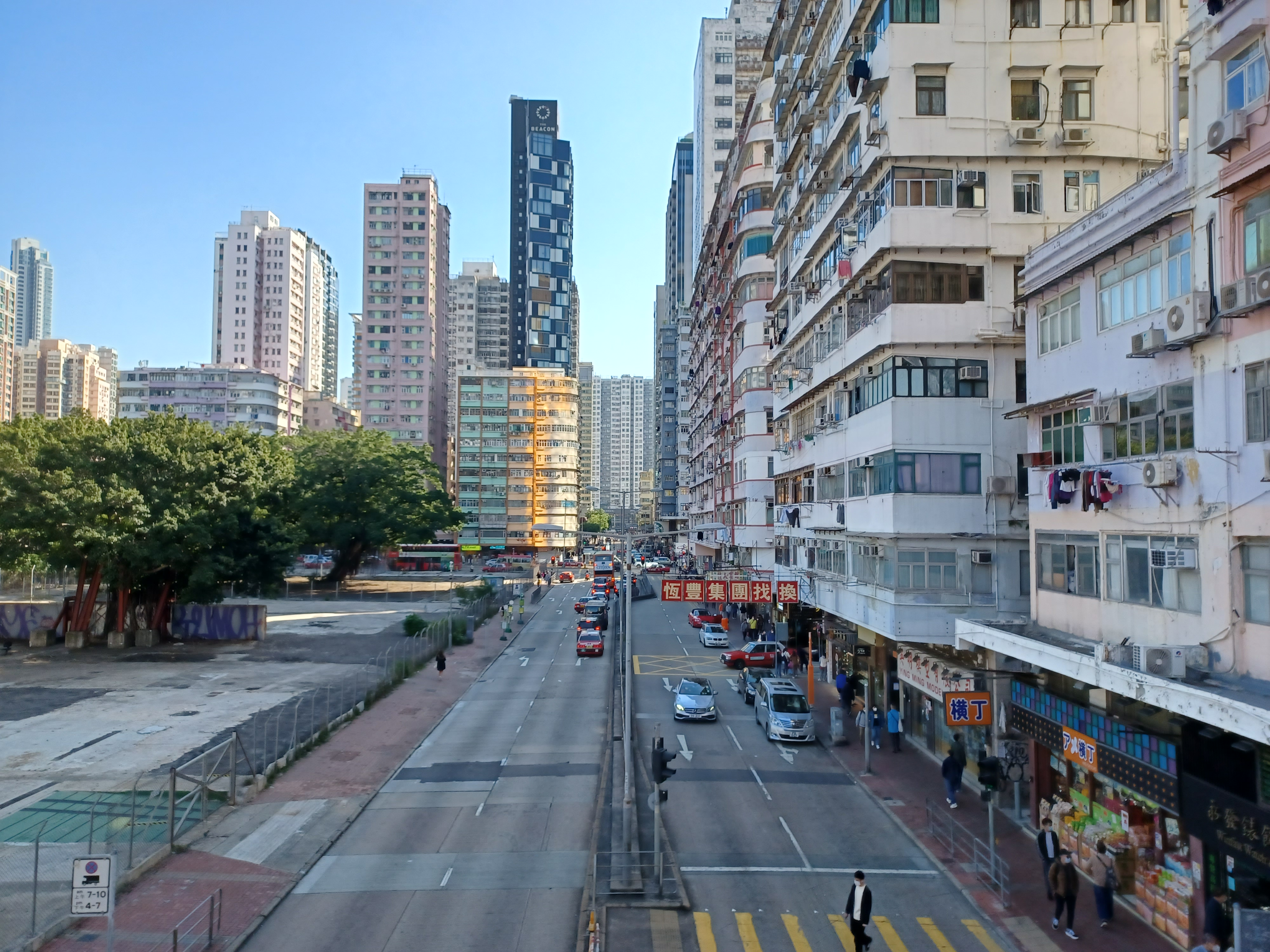
2022年的洗衣街，左邊空地前身為水務署亞皆老街廠暨旺角辦事處

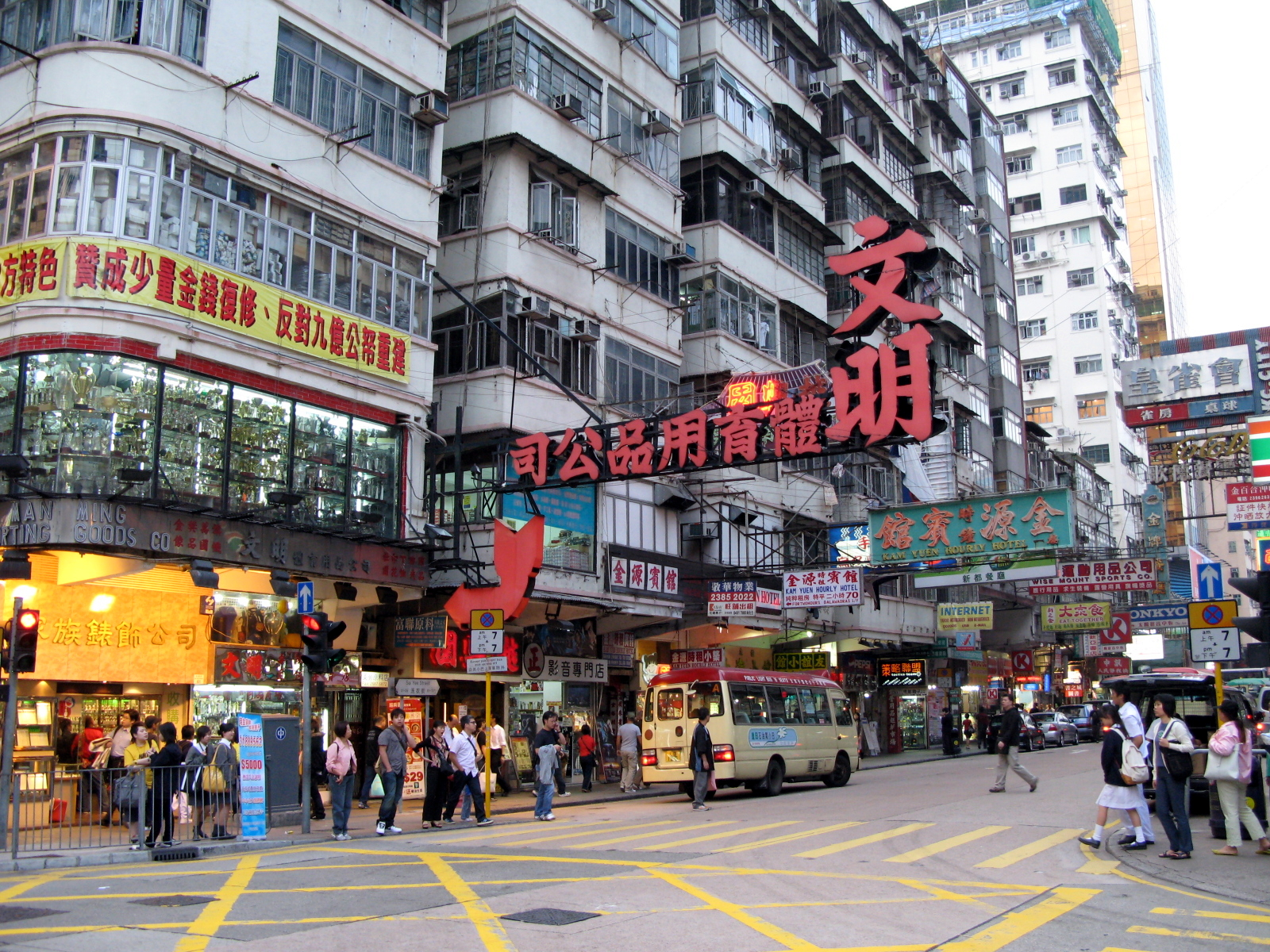
2007年的洗衣街老牌文明體育用品，2010年拆卸重建為SKYPARK

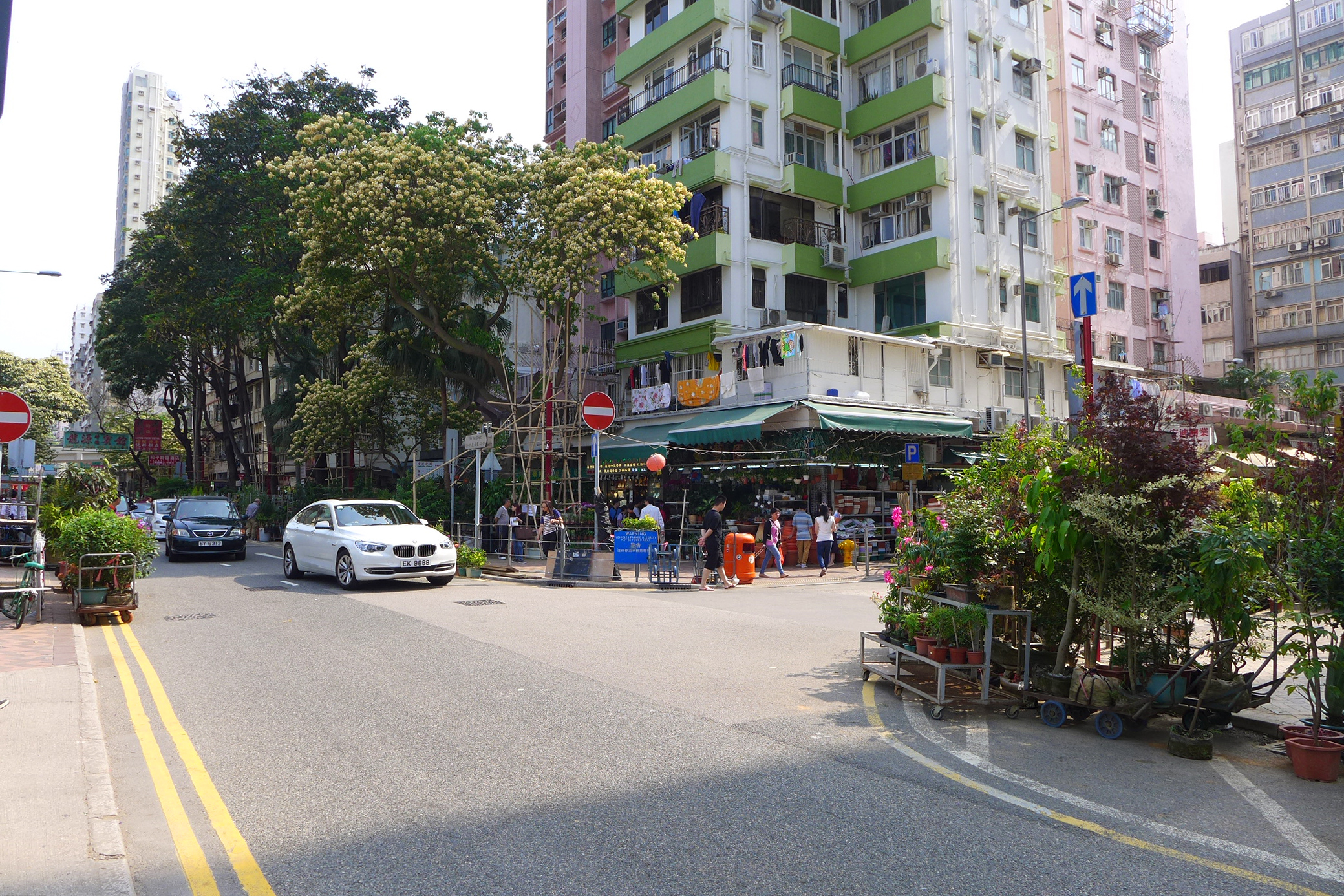
旺角花墟洗衣街段

洗衣街（英語：Sai Yee Street）是香港油尖旺區的一條著名道路，位於九龍旺角近太子部分，北至界限街，南至登打士街，與通菜街及花園街等街道平行。登打士街至亞皆老街一段以單程向北行車，界限街至亞皆老街一段雙線行車，以太子道西至亞皆老街一段最為擠塞。

## 歷史
洗衣街原為一條小水溪，為芒角村開發前的西洋菜田的主要灌溉水源。1920年代，田地平整為住宅大樓，居住於小水溪附近的婦女上門接洗衣服，由於費用廉宜及方便出現每隔若干家便有婦女洗衣的情況，附近居民都叫溪邊小徑為洗衣街。1930年代，政府將水溪水源於界限街截斷導入地底下水道，及將水溪覆蓋於地底闢成道路。由於居民習慣稱呼溪邊小徑為洗衣街，故覆蓋路面後仍稱它為洗衣街。
洗衣街128號（近亞皆老街交界處）原為水務署亞皆老街廠暨旺角辦事處，2018年5月起清拆，功能由大角咀的中心和天水圍的新大樓取代 。2019年清拆完畢，整塊用地清空，只剩一臨時更亭 。

## 附近著名地點
- 金雞廣場
- SKYPARK
- 麥花臣遊樂場
- 旺角東站
- 新世紀廣場
- 旺角花墟
- 界限街體育館
- 曉珀·御
- 旺角大球場

## 附近學校
- 港九潮州公學
- 伊利沙伯中學
- 優才(楊殷有娣)書院
- 香島中學

## 交匯道路
- 界限街
- 運動場道
- 花墟道
- 太子道西
- 聯運街
- 弼街
- 旺角道
- 快富街
- 亞皆老街
- 奶路臣街
- 山東街
- 豉油街